# Elaphria pallescens
Elaphria pallescens là một loài bướm đêm trong họ Noctuidae.